# Templo de Juno Moneta
El templo de Juno Moneta fue un templo en la Roma antigua dedicado a Juno, construido en la cumbre norte del capitolio (una de las siete colinas de Roma), donde primeramente estuvo la ciudadela, en el año 344 a. C.
Juno era la reina del cielo y diosa de la luz. Protectora del noviazgo, el embarazo, parto y el matrimonio. Como Juno Regina forma parte de la tríada capitolina junto a Júpiter y a Minerva. Era hija de Saturno, hermana y esposa de Júpiter. Gustaba de jugar con el rayo y las tormentas, y era tan temible su cólera que hacía temblar todo el Olimpo. Para griegos y romanos personificaba la dignidad.
Juno Moneta o Juno "la amonestadora", la que "amenaza" o "advierte".   Bajo este atributo, la diosa Juno  era aquella que amonestaba o con graves consecuencias "advertia"  contra cualquier ataque o agresión a la ciudad de Roma.  La diosa Juno, bajo este atributo, había salvado a Roma de la invasión gala de 390 a. C. Por sus amonestaciones, advertencias y sus buenos consejos era reputada y según la leyenda esta diosa había avisado de la inminencia de varios ataques contra la ciudad de Roma. Este templo hoy en día esta totalmente desaparecido. En la misma cima donde se encontraba el templo de Juno Moneta se levantó durante la Edad Media la basílica de Santa María en Aracoeli.
El término moneda proviene del templo de Juno Moneta, debido a que la casa en donde se acuñaban oficialmente las monedas en Roma estaba anexa a este templo y se encontraba bajo su protección.